# 奥德瓦尔·努尔利
奥德瓦尔·努尔利（挪威语： 聆听ⓘ，1927年11月3日—2018年1月9日），挪威工党政治家，曾于1976年至1981年任挪威首相。
努尔利在海德马克斯坦格（Stange）长大，在进入政治界之前是一名注册会计师。他担任首相时，挪威成为了一个产石油的国家。
1981年他被选为海德马克郡州长（fylkesmann），他担任到1993年退休。1985年到1993年他还是挪威诺贝尔委员会的成员。
2018年1月9日因患前列腺癌不治在挪威奥斯陆逝世。
| 前任： 特里格弗·布拉特利 | 挪威首相 1976年-1981年 | 繼任： 格罗·哈莱姆·布伦特兰 |